# Liwaa Yazji
Liwaa Yazji (àrab: لواء يازجي, Liwāʾ Yāzjī) és una cineasta, dramaturga, guionista de televisió i poeta siriana, nascuda a Moscou (Unió Soviètica) el 18 de juny de 1977 de pares sirians: Haidar Yazji, que era artista, i Salwa Abdulla, ginecòloga.
Va tornar a Síria a principis dels 80 i es va quedar a la ciutat d'Alep durant uns anys abans que els seus pares es traslladessin a Damasc, on va acabar els seus estudis primaris, preparatoris i secundaris. Va estudiar literatura anglesa a la Universitat de Damasc (1995-1998) i va obtenir el seu Postgrau en Estudis Literaris (1998-1999). Des de (1999-2003) va estudiar estudis teatrals a l'Institut Superior d'Arts Dramàtiques de Damasc.
Des del 2003 va treballar com a dramaturga i ajudant de direcció en diversos projectes teatrals a Damasc. El 2007 va començar a treballar com encarregada de programar representacions de teatre i dansa sirianes per al repertori de l'any. Després va treballar com a correctora de guions per a diverses produccions panàrabs, i el 2011, va començar a treballar en el seu primer llargmetratge documental, Haunted, que es va estrenar el 2014. Inicialment es va traslladar a viure al Líban i després es va traslladar a Berlín el 2016.
Des del 2012 és membre de la junta directiva de la fundació Ettijahat - Independent Culture.

## Obres principals
- Here in the Park (2012), obra de teatre
- In Peace, we leave Home (2014), col·lecció de poesia
- The Brothers (2014), guió de telenovel·la
- Haunted (2014), documental
- Goats (2016), obra de teatre[5][6] * Q & Q (2016), obra de teatre][7]
- Waiting for the Guests (2018), obra de teatre